# Diecezja Yongjia
Diecezja Yongjia (łac. Dioecesis Iomchiavensis, chiń. 天主教永嘉教区) – rzymskokatolicka diecezja ze stolicą w Wenzhou w prowincji Zhejiang, w Chińskiej Republice Ludowej. Biskupstwo jest sufraganią archidiecezji Hangzhou.
W strukturach Patriotycznego Stowarzyszenia Katolików Chińskich nosi nazwę diecezja Wenzhou.
Według szacunków diecezja liczy ok. 100 tysięcy wiernych w oficjalnych wspólnotach i ponad 50 tysięcy w Kościele podziemnym oraz łącznie ok. 70 kapłanów (mniej więcej po równo w każdym z odłamów).

## Historia
3 marca 1949 papież Pius XII bullą Ecclesiasticas in catholico erygował diecezję Yongjia. Dotychczas wierni z tych terenów należeli do diecezji Ningbo. W chwili powstania diecezja liczyła 30 kapłanów i ok. 40000 wiernych.
Od zwycięstwa komunistów w chińskiej wojnie domowej w 1949 diecezja, podobnie jak cały prześladowany Kościół katolicki w Chinach, nie może normalnie działać. Pierwszy administrator apostolski bp Defebvre CM został wydalony z kraju, a drugi ks. Paul Su Xida został aresztowany w 1955. Zmarł w więzieniu w 1958. Większość księży została uwięziona w czasie rewolucji kulturalnej. Pierwszy biskup Yongji James David Lin Xili został wyświęcony dopiero w 1992. Sakra odbyła się potajemnie, gdyż nie wyraził na nią zgody rząd w Pekinie. Bp Lin Xili w latach 1955 - 1971 odsiadywał wyrok za "przestępstwa kontrrewolucyjne" po czym powrócił do pracy duszpasterskiej. Bp Lin Xili po objęciu biskupstwa był zmuszony ukrywać się. Został zatrzymany w 1999 i osadzony w areszcie domowym.
W 2007 biskupem Kościoła podziemnego został mianowany Vincent Zhu Weifang. W 2009 przyjął on potajemnie sakrę biskupią. W 2010 przeszedł do Kościoła oficjalnego (uznawanego przez władze państwowe). Jego koadiutorem był bp Peter Shao Zhumin. Nigdy nie zyskał on uznania władz świeckich. Dwa dni po śmierci bp Zhu Weifanga władze aresztowały bp Shao Zhumina, aby nie mógł uczestniczyć w pogrzebie poprzednika i objąć diecezji. Bp Shao Zhumin przebywał w tym czasie w areszcie domowym, a następnie został wywieziony poza diecezję. Na początku stycznia 2018 odzyskał jednak wolność.

## Biskupi
- sede vacante (być może urząd sprawował biskup(i) Kościoła podziemnego) (1949 - 1992)
  - André-Jean-François Defebvre CM[6] (1950 - 1951) administrator apostolski, biskup Ningbo
  - ks. Paul Su Xida (1951 - 1958) administrator apostolski
- James David Lin Xili (1992 - 2007)
- Vincent Zhu Weifan (2007 - 2016)
- Peter Shao Zhumin (2016 - nadal)

### Antybiskup
Ordynariusz mianowani przez Patriotyczne Stowarzyszenie Katolików Chińskich nieposiadający mandatu papieskiego:
- Fang Zhigang (1960 - ?).